# Cañón granífugo

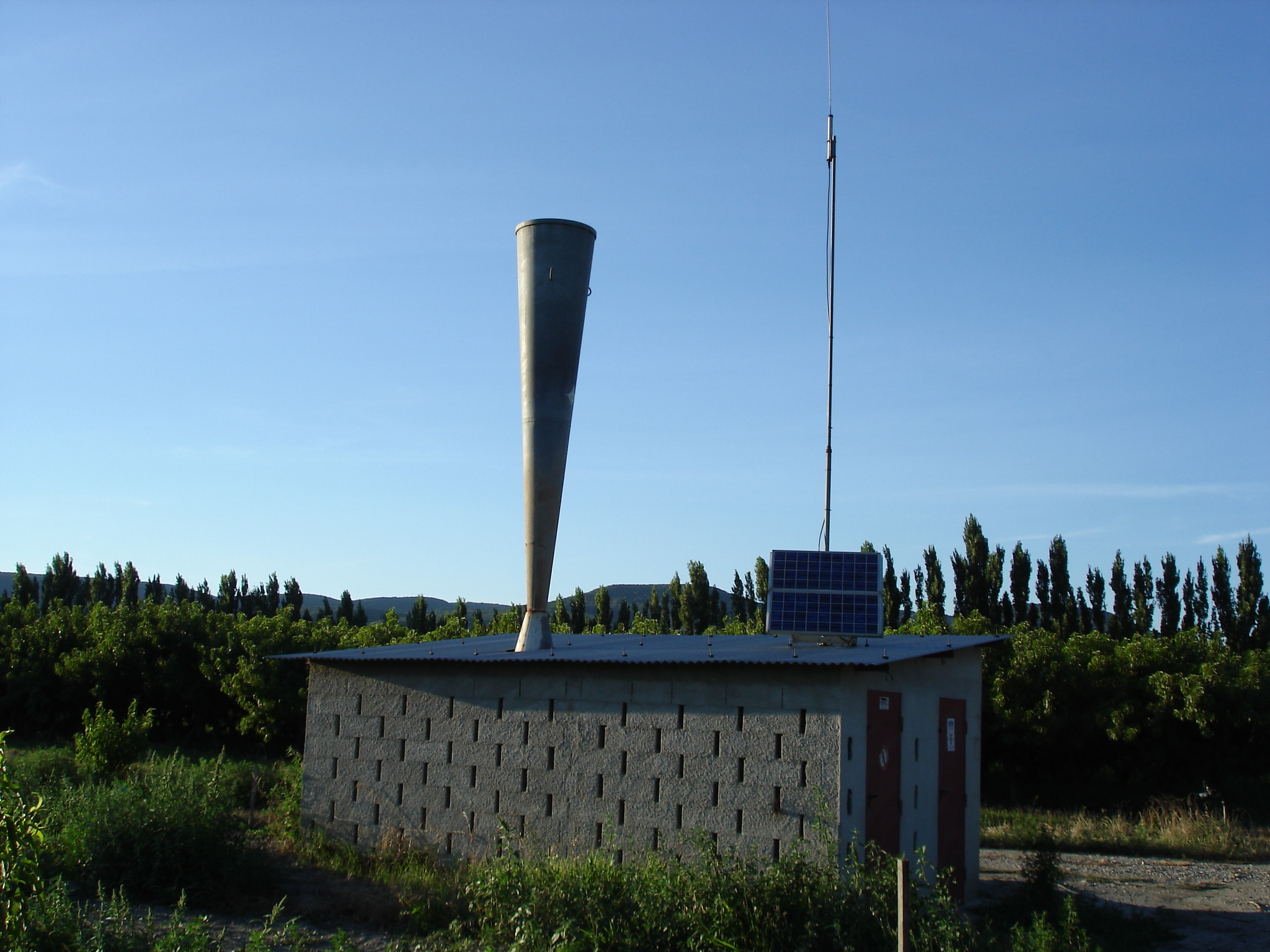
Cañón granífugo en 2007

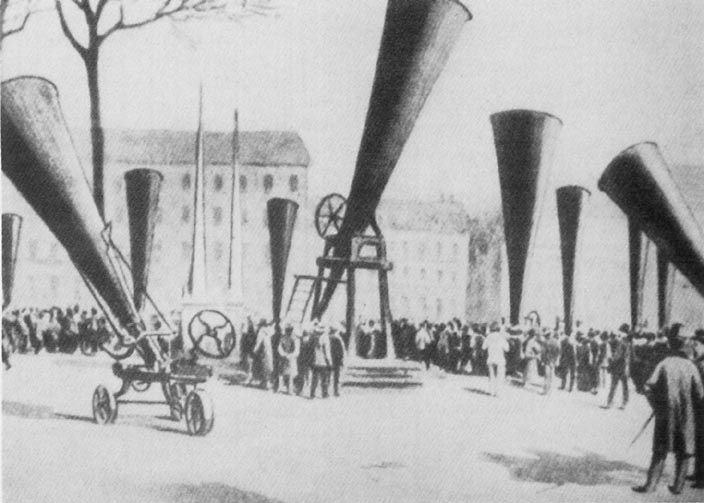
Cañones granífugos (anti-granizo) en un congreso internacional apuntando al granizo en 1901.

Un cañón granífugo es un dispositivo usado en la agricultura con objeto de prevenir la formación de tormentas de granizo que acaben dañando las cosechas.
El cañón antigranizo, mediante explosiones de gas acetileno y aire, emite ondas de choque que se desplazan a la velocidad del sonido e interfieren en la cristalización del granizo, dando como resultado una lluvia o granizo blando en lugar de granizo macizo. 
A pesar ser bastante utilizado por los agricultores, la efectividad de este mecanismo es puesta en duda por algunos expertos, y no solo por expertos sino por mucha gente de comunidades que dicen ser afectadas por estos cañones, debido a que donde se usan estos cañones ya no llueve, automáticamente al ser disparados todas las nubes se dispersan ocasionando que ya no llueva y por ende que se vea afectado el clima como bosques, cerros, animales e incluso las comunidades y campesinos locales. Los estudios científicos en la Cuenca minera tanto por parte de quienes promueven este mecanismo como por parte de sus detractores son prácticamente inexistentes en España.

## Características del cañón
- El cañón consiste en una cámara de combustión con una salida tronco cónica, de 6 metros de alto con una abertura de aproximadamente 60 cm. colocada en posición vertical.
- Para ser efectivo, el sistema debe iniciarse de 15 a 30 minutos antes que la tormenta de granizo.
- Dado que se hacen disparos cada 5 o 6 segundos, las ondas generadas pueden llegar a cubrir hasta un kilómetro de diámetro alrededor del cañón.
- Como curiosidad cabe señalar que el manejo de este tipo de dispositivos está considerado como una actividad de alto riesgo de accidente de trabajo, siendo en España la actividad que soporta los mayores porcentajes de cotización a la Seguridad Social por accidente de trabajo y enfermedad profesional (9,90% para incapacidad temporal y 6,30% para invalidez, muerte y supervivencia; 16,20% en su conjunto) bastante por encima de actividades consideradas tradicionalmente más peligrosas, como la minería (11,70%) o la fabricación de explosivos (11,25%).
- El manejo de este también puede ser de manera remota, a través de radiocomunicación, hasta una central con personal capacitado, en constante alerta sobre posibles formaciones de granizo.